# Acropimpla calva
Acropimpla calva är en stekelart som beskrevs av Baltazar 1961. Acropimpla calva ingår i släktet Acropimpla och familjen brokparasitsteklar. Inga underarter finns listade i Catalogue of Life.